# متجاوز (آلبوم)
«متجاوز» (به انگلیسی: Violator) آلبومی از دپش مد است که در ۱۹ مارس ۱۹۹۰ منتشر شد.
این آلبوم در چارت‌های بریتانیا جزو ده آلبوم اول قرار گرفت.